# Liriomyza agrios
Liriomyza agrios (лат.) — вид мелких минирующих мух рода Liriomyza из семейства Agromyzidae (Diptera). Канада (Манитоба).

## Описание
Мелкие минирующие мухи, длина крыла от 1,3 до 1,5 мм. Взрослые мухи желтовато-коричневого цвета, с тонким корпусом и относительно большими прозрачными крыльями. Личинки, предположительно, как и у других видов своего рода, развиваются в листьях растений (минируют их). Близок к виду L. cracentis, но у L. agrios щетинки и жилки крыла жёлтые (а не чёрные и коричневые как у L. cracentis, соответственно) и края калиптера белые (а не коричневые). Вид был впервые описан в 2017 году канадским диптерологом Оуэном Лонсдейлом (Owen Lonsdale, Agriculture and Agri-Food Canada, Оттава, Канада).